# Пегелька
Пегелька (сельк. Пэ̄гэл кы — лосиная река) — река в России, протекает по Каргасокскому району Томской области. Устье реки находится в 18 км по левому берегу реки Салат. Длина реки составляет 45 км.

## Данные водного реестра
По данным государственного водного реестра России относится к Верхнеобскому бассейновому округу, водохозяйственный участок реки — Васюган, речной подбассейн реки — бассейны притоков (Верхней) Оби от Кети до Васюгана. Речной бассейн реки — (Верхняя) Обь до впадения Иртыша.
Код объекта в государственном водном реестре — 13010800112115200032830.